# Václav Horáček

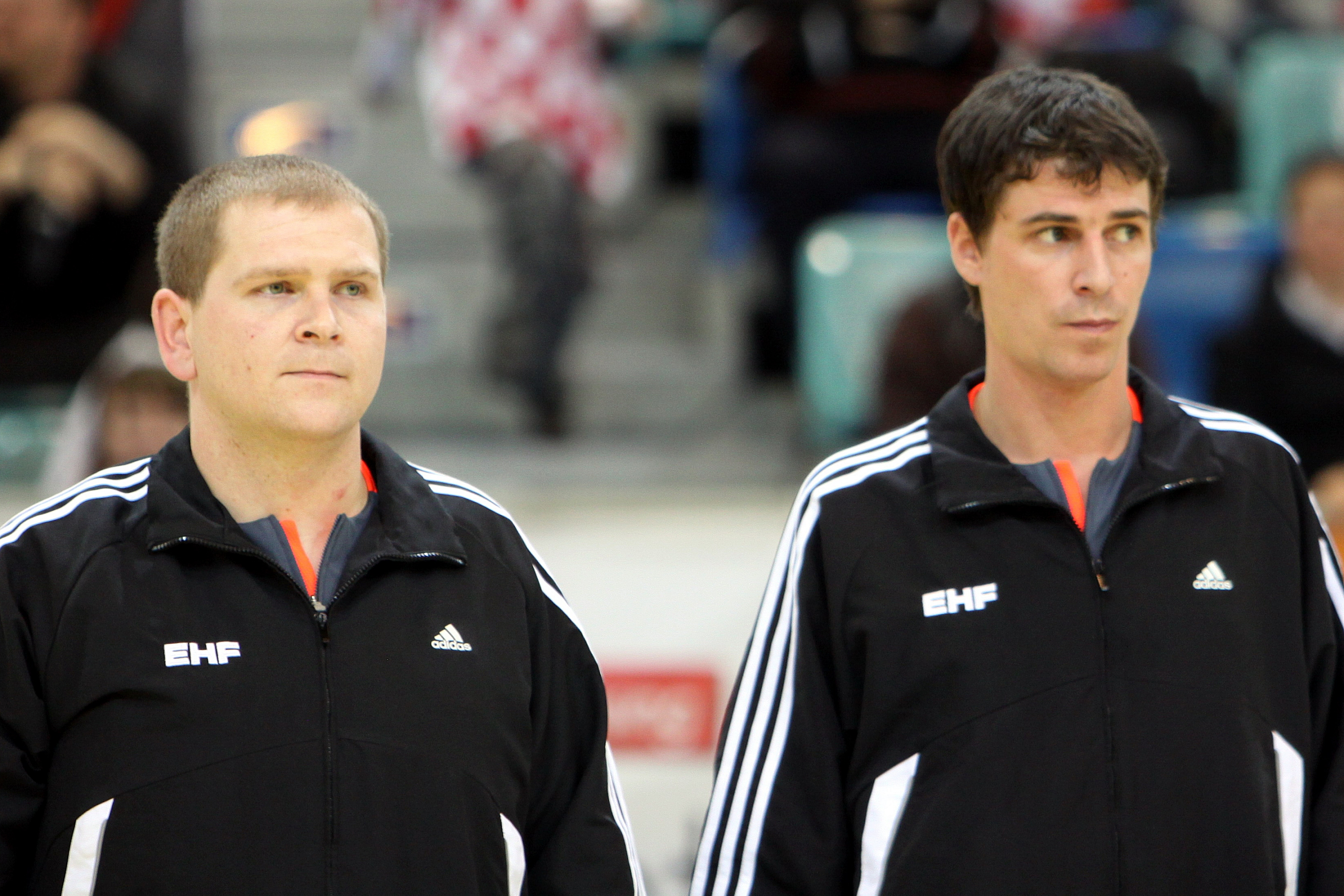
Václav Horáček und Jiří Novotný (2010)

Václav Horáček (* 30. Januar 1978) ist ein tschechischer Handballschiedsrichter.
Sein Heimatverein ist Sokol Juliánov. Gemeinsam mit seinem Gespannpartner Jiří Novotný ist Horáček seit vielen Jahren bei allen großen internationalen Turnieren im Einsatz, darunter bei der Europameisterschaft 2010 in Österreich, bei der Weltmeisterschaft 2011 in Schweden, bei der Europameisterschaft 2012 in Serbien, beim olympischen Handballturnier 2012 in London, bei der Weltmeisterschaft 2013 in Spanien, bei der Europameisterschaft 2014 in Dänemark, bei der Weltmeisterschaft 2015 in Katar, bei der Europameisterschaft 2016 in Polen, beim olympischen Handballturnier 2016 in Rio de Janeiro, bei der Weltmeisterschaft 2017 in Frankreich, bei der Europameisterschaft 2018 in Kroatien, bei der Weltmeisterschaft 2019 in Dänemark und Deutschland, bei der Europameisterschaft 2020 in Norwegen, Österreich und Schweden, bei der Weltmeisterschaft 2021 in Ägypten, beim olympischen Handballturnier 2020 in Tokio, bei der Europameisterschaft 2022 in Ungarn und der Slowakei sowie bei der Weltmeisterschaft 2023 in Polen und Schweden.
Horáček und Novotný leiteten unter anderem das WM-Finale 2015 zwischen Katar und Frankreich (22:25).